# Yvette Cooper
Yvette Cooper, född 20 mars 1969 i Inverness, är en brittisk parlamentsledamot för Labour och sedan juli 2024 är hon Storbritanniens inrikesminister i regeringen Starmer. Hon har även tidigare varit medlem av kabinettet, under premiärminister Gordon Brown 2008-2010.
Hon representerar valkretsen Normanton, Pontefract and Castleford sedan valet 2010, efter att tidigare ha representerat Pontefract and Castleford sedan valet 1997.
Efter valet 2005 blev hon biträdande minister vid Office of the Deputy Prime Minister (senare kommundepartementet), i juni 2007 bostadsminister, i oktober 2008 vice finansminister (Chief Secretary to the Treasury), och juni 2009–maj 2010 var hon arbets- och pensionsminister (Secretary of State for Work and Pensions).
Efter Ed Milibands avgång som partiledare tillkännagav Cooper 13 maj 2015 att hon ställde upp som partiledarkandidat. I partiledarvalet kom Cooper på tredje plats med 17% av rösterna, bakom segraren Jeremy Corbyn och tvåan Andy Burnham.
Cooper har tidigare varit journalist på tidningen The Independent, och är gift med Ed Balls.